# نبكا
نبكا او نب كا (ويعني "سيد الكا") هو اسم تتويج لملك مصري من الأسرة الثالثة خلال الدولة القديمة في القرن السابع والعشرين قبل الميلاد. يُعتقد أنه نفس الشخص المعروف باسم Νεχέρωχις (نيخيروخيس أو نيكيروفيس) في المصادر الهيلينية التي سجلها الكاهن المصري مانيتون في فترة البطلمية المتأخرة.
يُسجل اسم نبكا من خلال مقبرة كاهن عبادة له في زمن معاصر تقريبًا وكذلك في خرطوشة محتملة من بيت خلاف، وأيضًا في قوائم ملوك المملكة الجديدة وفي قصة من بردية وستكار. إذا كانت الانطباعات الختمية من بيت خلاف هي فعلاً خرطوشة نبكا، فإنه يكون أول ملك يسجل اسمه الملكي بهذا الشكل، وإلا فإن هذا الابتكار يمكن أن يُنسب إلى حوني.
يُعتقد أن نبكا هو الاسم الملكي لسانخت، الحاكم الثالث أو الرابع من الأسرة الثالثة، والذي تم توثيقه بشكل ضئيل من الأدلة الأثرية ويجب أن يكون قد حكم لفترة قصيرة. كانت الفرضيات الأقدم تتبع مصدرين من المملكة الجديدة ينسبان تأسيس الأسرة الثالثة إلى نبكا، ولكن يُعتقد الآن أن هذا يتناقض مع الأدلة الأثرية. لم يتم تحديد موقع مقبرة نبكا بشكل مؤكد، وتم اقتراح ثلاثة مواقع: مصطبة في بيت خلاف نسبت إلى سانخت بواسطة جون جارستانج، وهيكل طيني في أبو رواش يُعتبر مقبرة نبكا بواسطة سويلم ودودسون، والهرم الشمالي غير المكتمل في زاوية العريان.

## الهوية

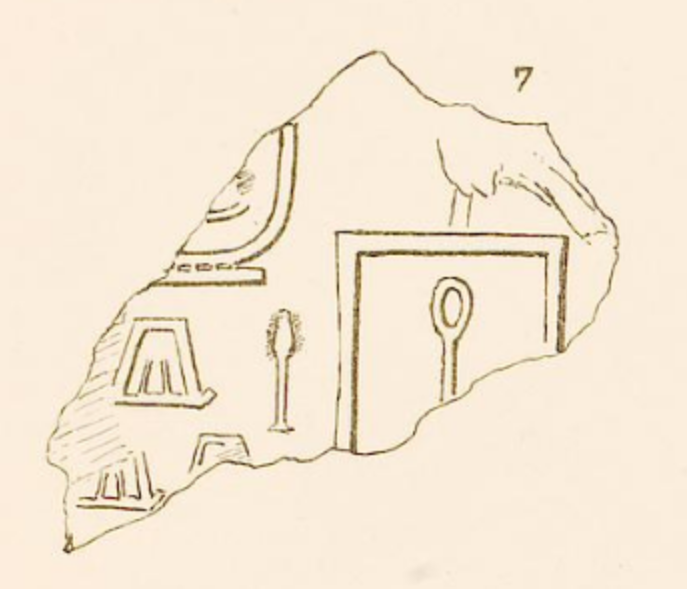
انطباع ختم من بيت خلاف يظهر سيريخ سانخت جنباً إلى جنب مع ما يمكن أن يكون خرطوشة نبكا.

## التسلسل الزمني

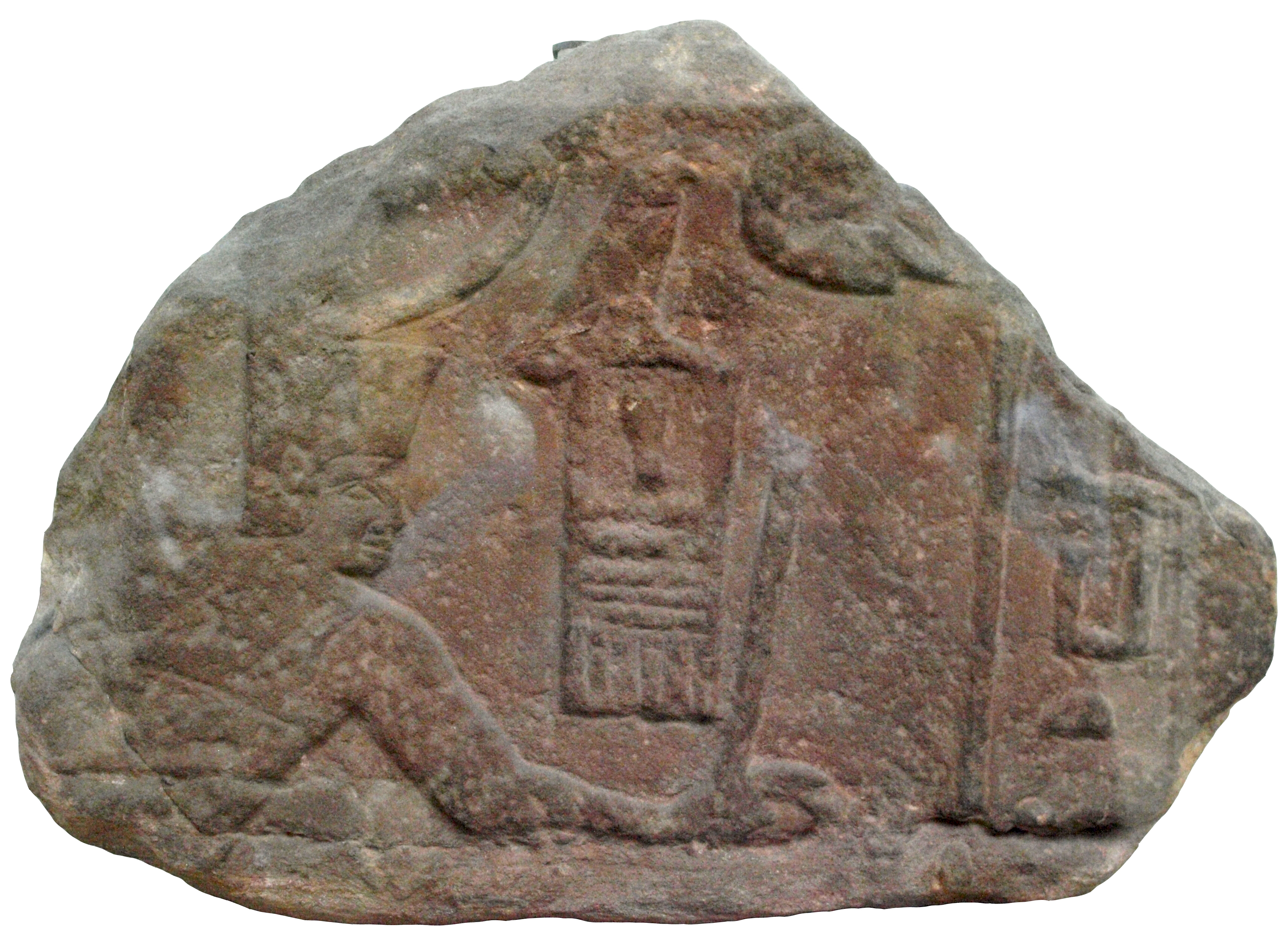
جزء من نقش لساناخت من سيناء

## القبر

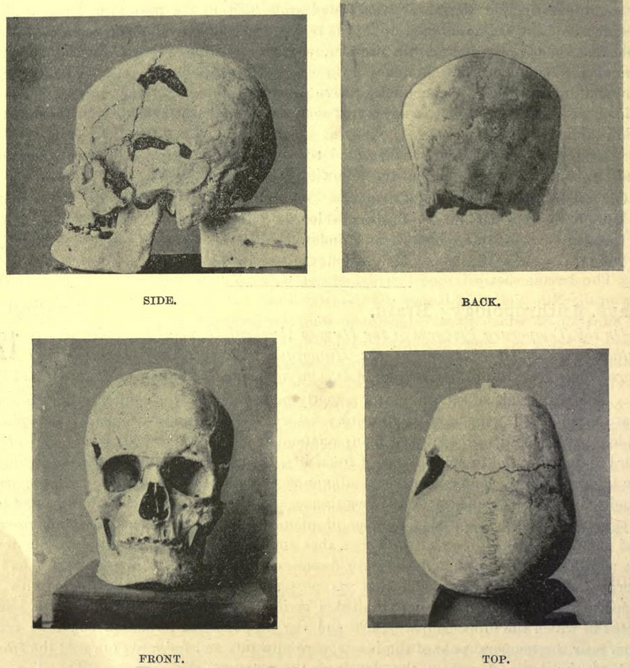
جمجمة مكتشفة في قبر بيت خلاف K2، نسبت إلى ساناخت بواسطة جارستانغ. العظام التي وجدت في K2 تظهر أعراض العملقة، حيث أن الفرد كان طوله أكثر من متر.

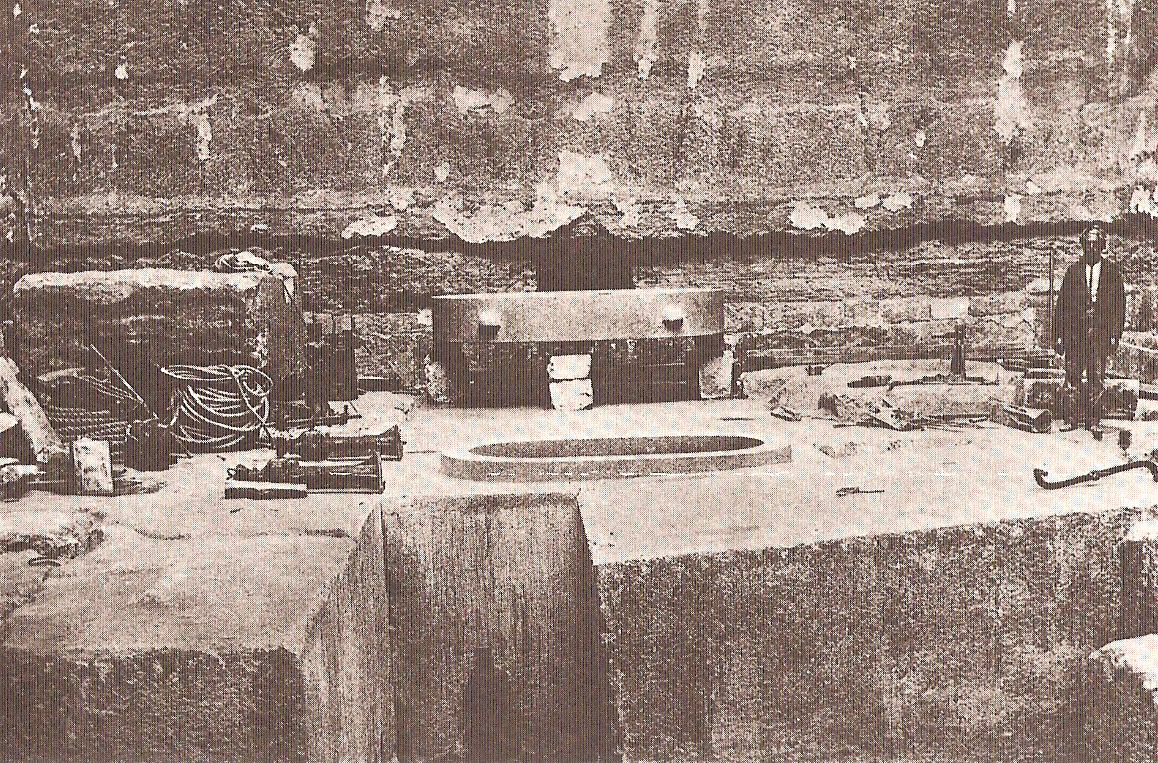
تابوت حجري من الهرم الشمالي غير المكتمل في زاوية العريان.